# Cầu Bắc Bàn Giang
Cầu Bắc Bàn Giang còn được gọi là Cầu Ni Châu Hà là cây cầu dây văng dài 1.341 m gần Lục Bàn Thủy ở Trung Quốc. Tính đến năm 2016, đây là cây cầu cao nhất trên thế giới với độ cao 564 mét so với Sông Bắc Bàn, vượt qua cầu Tứ Độ, hoàn thành năm 2009 cao khoảng 495m.

Cầu được thông xe vào ngày 29 tháng 12 năm 2016.

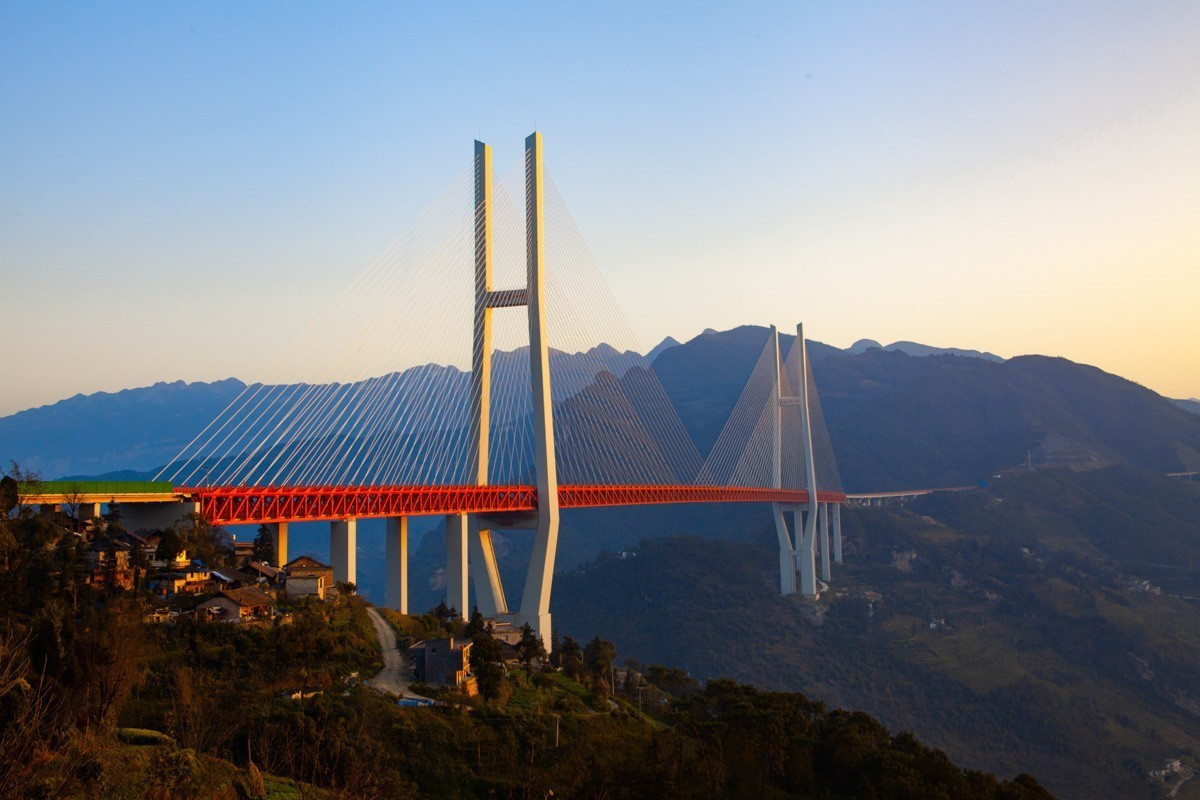
Cầu Bắc Bàn Giang nhìn về hướng phía đông

## Vị trí
Cầu nằm ở ranh giới gữa 2 tỉnh Vân Nam và Quý Châu, và nằm trên thung lũng Sông Bắc Bàn. Cây cầu là một phần của tuyến đường cao tốc Hàng Châu-Thụy Lệ (G56) kết nối Khúc Tĩnh và Lục Bàn Thủy với nhau. Thời gian đi lại giữa 2 thành phố này sẽ được rút ngắn bởi việc xây dựng con đường này từ năm đến dưới hai giờ.

## Kiến trúc
Công trình xây dựng bắt đầu vào năm 2012 với việc xây các trụ cầu. Trụ chính phía đông cao tới 269 m, phía Tây 247 m. Đường xe chạy được hỗ trợ bởi cáp dây văng và có độ cao 565 mét trên sông. Cầu có chiều dài tổng cộng là 1.341 m, nhịp chính ở giữa dài 720 m. Kinh phí tổng cộng là 1 tỉ nhân dân tệ (tương đương 150 triệu USD).